# Melchior Giedroyć
Melchior Giedroyć herbu Hippocentaurus (ur. 1536, zm. 1608 w Olsiadach na Żmudzi) – biskup żmudzki od 1574, książę, kustosz kapituły katedralnej wileńskiej w latach 1572–1576.
Syn Mateusza marszałka ziemskiego.

## Życiorys
Studiował na Uniwersytecie Albertyna w Królewcu. W 1569 jako poseł wileński podpisał akt unii lubelskiej. W 1571 przyjął święcenia kapłańskie. W 1572 został kustoszem kapituły wileńskiej. W 1574 wybrany przez kapitułę żmudzką biskupem.
W 1575 jako biskup elekt udał się do Francji, aby zaprzysiąc wierność Henrykowi Walezemu. 16 stycznia 1576 papież Grzegorz XIII zatwierdził jego nominację.
Jako duszpasterz musiał stawić czoła popieranemu przez Radziwiłłów kalwinizmowi i odradzającemu się pogaństwu.
Popierany przez jezuitów wzmacniał struktury parafii katolickich. Osobiście wycinał święte dęby i zgasił pogański ogień na Górze Birucie. Własnym sumptem wydał przełożony na język litewski katechizm i Postyllę Jakuba Wujka. 25 maja 1580, w katedrze wileńskiej wręczył królowi Stefanowi Batoremu kapelusz i miecz, poświęcony przez papieża na wyprawę moskiewską. W 1607 założył specjalną misję dla Łotyszy.